# Golub dupljaš
Golub dupljaš (lat. Columba oenas) je vrsta ptica iz porodice golubova, reda golupčarki.

## Opis
Sliči golubu grivnjašu, samo je nešto manji i nema bijeli ukras na vratu i krilima. Glava, vrat, gornji dio krila i doljni dio leđa su plave boje. Gornji dio leđa je smeđeplav, a prema guši prelazi u boju crnog vina.  Doljni dio tijela mu je zagasitoplav. Velika letna pera u krilima su plava, kao i pera repa. Na krilima ima jednu prugu mrke boje. Kljun mu je blijedožute boje s crvenom nosom. Doseže veličinu do 32 cm a raspon krila mu je oko 70 cm. Teži do 350 grama. Mužjaci i ženke se ne razlikuju, a glasanje podsjeća na glasove "uu ru".

## Rasprostranjenost
Rasprostranjenost mu je nešto manja nego kod goluba grivnjaša. Kako je ptica selica, između veljače i listopada sreće ga se diljem Europe u šumama i parkovima osim na Islandu i na sjeveru Skandinavije. I u Hrvatskoj je selica, i to prije svega u sjevernim predjelima. Zimu provodi na krajnjem zapadu i jugu Europe.

## Način života i razmnožavanje
Ime je dobio po tome što se leže u dupljama starog drveća. Gnijezdo gradi u dupljama starog drveća u koje nese dva bijela, ovalna jaja dužine 36 mm, a širine 27 mm. Mladi se izlegu poslije 17-18 dana leženja. Par se izmijenjuje na gnijezdu i u podizanju mladih. Znaju prihvatiti i ponuđene kućice za ptice. Obično se legu tri puta godišnje, ali uvijek u novoj duplji, jer u starome gnijezdu ostane dosta izmeta mladunaca.

## Ishrana
Hrani se prvenstveno raznim sjemenjem, plodovima maslina, zrnjem žita, sjemenjem korovskih biljaka, četinjača i drugog drveća. Ranije je činio dosta štete poljoprivredi, ali kako se danas posvećuje veća pažnja šumama, šupljih stabala je sve manje, pa je sve manje i golubova dupljaša.